# José María Sert

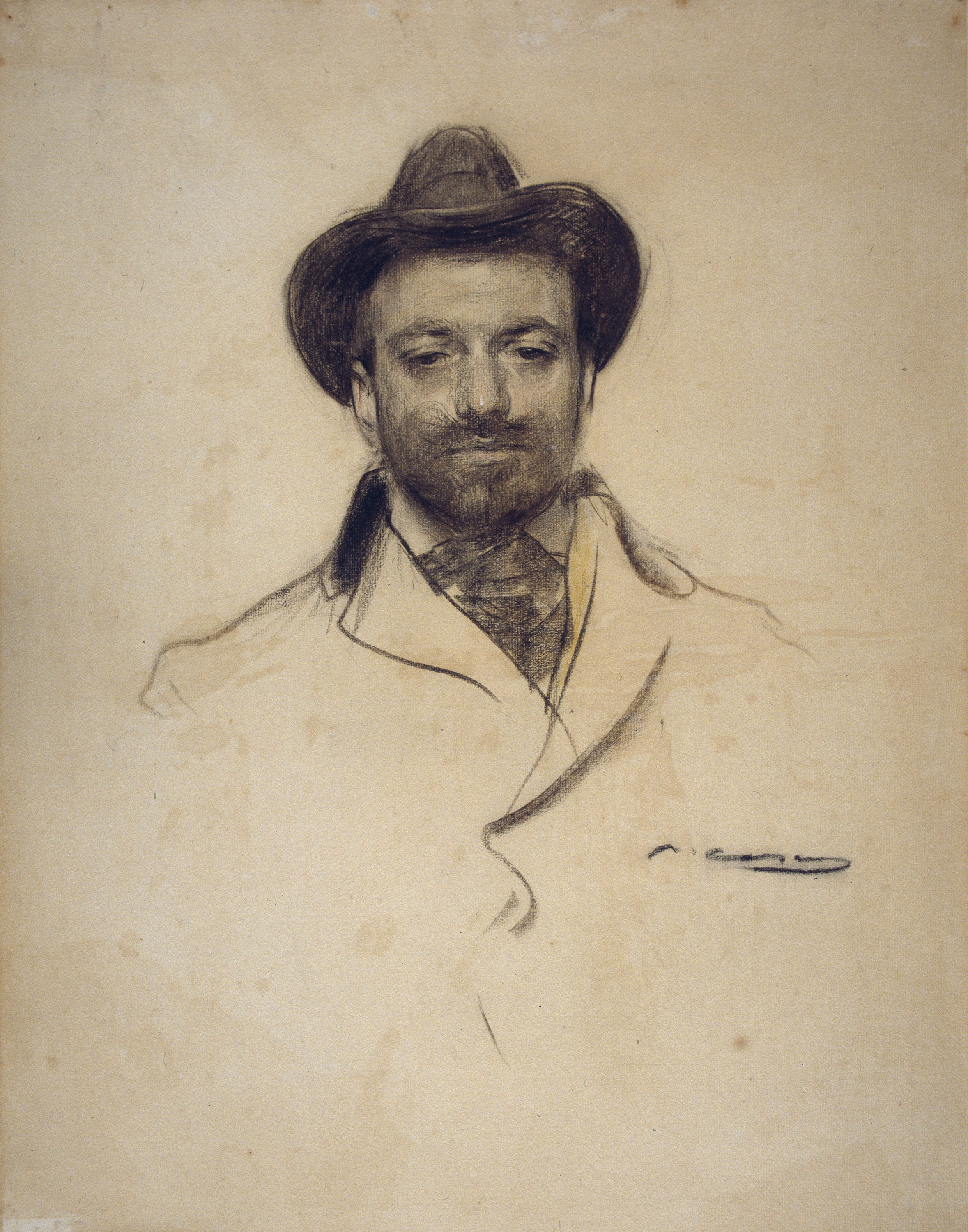
Porträt vom Ramón Casas (MNAC).

José María Sert y Badía (* 21. Dezember 1874 in Barcelona; † 27. November 1945 ebenda), auch bekannt als Josep Maria Sert, war einer der führenden Maler der spanischen Kunstszene des 20. Jahrhunderts. Sein Werk wird der kulturellen Strömung des katalanischen Noucentisme zugeschrieben.

## Leben und Werk
José Maria Sert wurde am 21. Dezember 1874 in Barcelona geboren. Sert war der Sohn eines bekannten Künstlers, der in Barcelona für Entwürfe von Gobelins zuständig war. In seinem Vater fand Sert seinen ersten Lehrer und auch Unterstützung für seinen weiteren Weg in der Kunst. Als Kind war Sert zunächst Schüler des Jesuitenkollegs in Barcelona, später wurde er zu Hause von einem Privatlehrer unterrichtet. Danach entschied Sert, sich weiterhin der Kunst zu widmen, am Anfang interessierte ihn vor allem die Wandmalerei im Stil der italienischen Fresken. In den ersten Jahren seines künstlerischen Schaffens produzierte Sert eine große Anzahl an Werken, die allerdings weder ausgestellt noch verkauft wurden. 

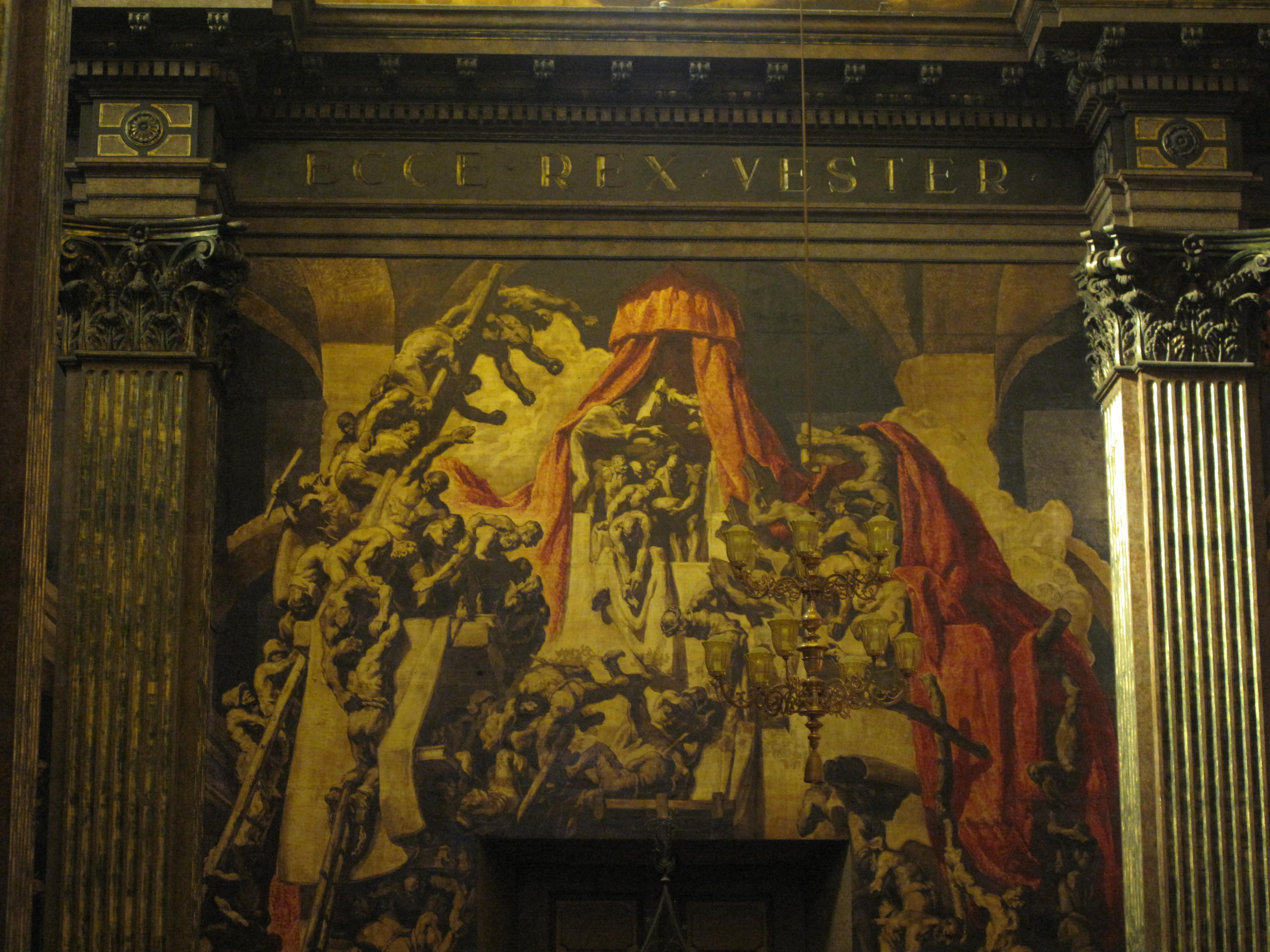
Wandbild in der Kathedrale von Vic

1900 erschien das erste Werk in der Öffentlichkeit: eine Wandmalerei mit dem Titel El Cortejo de la Abundancia. Danach erhielt er von José Torras y Bages, Bischof von Vic, den Auftrag, die Kathedrale von Vic zu dekorieren. Sert produzierte zahlreiche Skizzen. Die ersten wurden 1908 in Paris veröffentlicht, die Resonanz war einhellig positiv in französischen Kritikerkreisen. Das Hauptwerk Serts war und blieb die Wandmalerei. Damit war er einer der wichtigsten Künstler dieses Genres seiner Zeit.
Zu seinen bedeutendsten Werken zählten seine Inszenierungen im Hotel Waldorf Astoria, die Paneele des Rockefeller-Centers und der Salon der Spanischen Gesellschaft in New York. Außerdem die Justizpaläste in Barcelona und San Telmo in San Sebastián, das Gebäude des Völkerbundes in Genf sowie Paläste und Häuser bekannter spanischer und ausländischer Persönlichkeiten.
1914 schuf Sert die Bühnendekoration zum Ballett Josephs Legende von Richard Strauss für das Théâtre National de l’Opéra Paris.
Im Januar 1930 wurde er Ehrenmitglied der Königlichen Akademie der Schönen Künste San Fernando in Madrid. Sein wohl berühmtestes Werk waren die Wandmalereien der Kathedrale in Vic, die während des spanischen Bürgerkriegs zerstört wurden. Sert starb am 27. November 1945.

## Privatleben
José María Sert war zweimal verheiratet: Zuerst mit der Muse von Toulouse-Lautrec und Renoir, Maria Sophie Godebska, die in der Pariser Kunstszene unter dem Namen Misia Sert bekannt wurde. Ab 1927 war er mit der georgischen Prinzessin Roussadana Mdivani verheiratet.